# Operace Balak

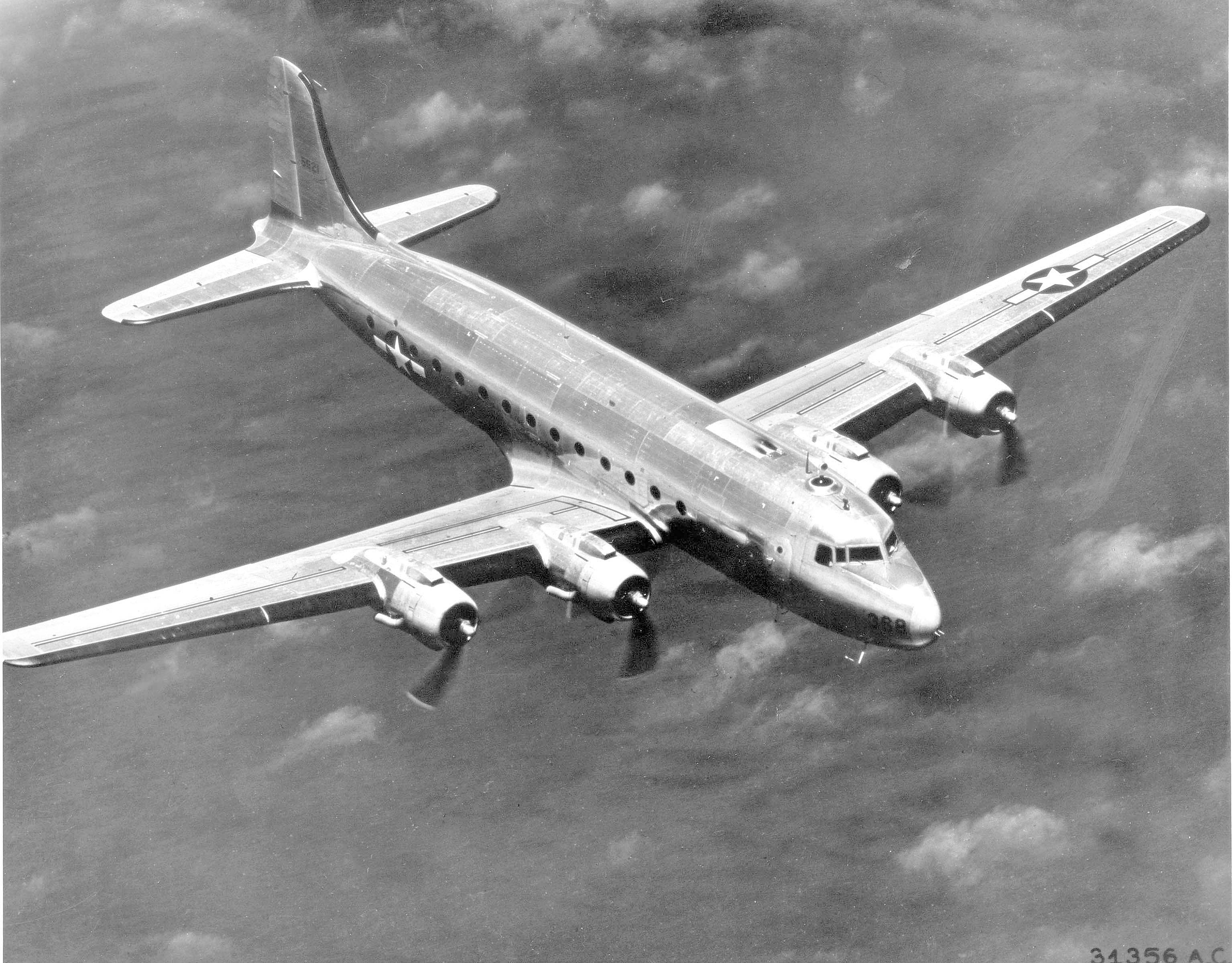
Letoun Douglas C-54 Skymaster používaný během Operace Balak

Operace Balak (hebrejsky מבצע בלק‎, mivca Balak) byla vojenská akce provedená během první arabsko-izraelské války v roce 1948, v době před koncem britského mandátu nad Palestinou i po vzniku státu Izrael, jejímž cílem bylo provést nákup zbraní, včetně bojových letadel, v zahraničí (zejména v Československu) a pak je dopravit na území vznikajícího židovského státu. Předcházela ji operace Chasida.
V květnu 1948 se Britové stáhli z mandátní Palestiny a 14. května byl vyhlášen stát Izrael, který se ovšem okamžitě stal terčem invaze několika okolních arabských států. Ty disponovaly coby mezinárodně již delší dobu uznávané nezávislé státy (na rozdíl od Izraele) vlastním vojenským letectvem. Tel Aviv se brzy stal terčem egyptského náletu. Operace Balak proto v této době vstoupila do své urychlené logistické fáze. Po nákupu zbraní musely být tyto zbraně nyní urychleně dopraveny do Izraele. Z Československa tehdy dorazil první stroj typu Avia S-199 založený na německé konstrukci stíhacího letounu Messerschmitt Bf 109G. 29. května 1948 byly izraelské letouny poprvé nasazeny do bojů, když zaútočily na egyptské vojenské kolony poblíž dnešního Ašdodu u mostu Gešer ad Halom v rámci operace Plešet. Následovaly další transporty. K nim se používalo dopravní letadlo Douglas C-54 Skymaster. Díky Operaci Balak se fakticky zrodilo Izraelské vojenské letectvo.